# SAS 특수부대: 라이즈 오브 블랙 스완
SAS 특수부대: 라이즈 오브 블랙 스완(SAS: Rise of the Black Swan)은 영국에서 제작된 망구스 마텐스 감독의 2021년 액션, 모험 영화이다. 샘 휴건 등이 주연으로 출연하였다. 이 영화는 앤디 맥나브의 원작 《SAS: Red Notice》 소설을 영화로 만든 것이다. 
이 영화는 실제로 영국군 특수부대 SAS에서 복무한 적이 있는 작가의 경험담이 녹아들어 있고, 또 그가 제작 과정에서도 기술고문으로 참여하였기에 박진감을 더하였다. 사실 영화 속의 '검은 백조'(Black Swan)는 미국계 민간군사기업(Private Military Company: PMC)으로 그려져 있는데 러시아의 우크라이나 침공 때 악명을 떨친 러시아 민간군사기업 바그너 그룹을 연상케 한다.

## 줄거리
영국의 브릿개즈 가스회사는 조지아에서 가스관을 건설할 때 난관에 부딪힌다. 어느 마을 주민들이 완강히 반대하자 가스회사는 SAS 조지 클레멘츠 사령관에게 해결을 부탁한다. 클레멘츠는 미국의 민간군사기업 블랙스완(검은 백조)를 고용하여 주민들을 쓸어버리라고 지시한다.
그러나 블랙 스완의 잔혹행위는 몰래 촬영되어 인류에 대한 범죄행위자로서 인터폴의 적색 수배령이 내리고 국제형사재판소는 영국에 거주하는 피고인들을 헤이그로 송환해 재판을 받게 할 것을 요구한다. 영국 총리는 영국 정부의 개입이 밝혀지면 곤란하다며 클레멘츠더러 블랙 스완의 대표 윌리엄을 헤이그로 보내지 말고 아예 없애버릴 것을 지시한다. 이를 눈치챈 윌리엄은 블랙 스완을 해산하고 지휘관이던 자녀 올리버와 그레이스에게 미국으로 떠나라고 말한다. 하지만 윌리엄의 죽음을 목격한 그레이스와 올리버, 블랙 스완의 부하들은 SAS에 복수를 다짐한다.
그레이스 일당의 타깃은 런던발 파리행 유로스트림 열차였고 해저 터널로 진입한 후 승객들을 인질 삼아 영국 정부에 탈출용 헬리콥터와 5억 달러의 보상금을 요구한다. 그런데 그 열차 안에는 SAS 요원 톰 버킹엄과 그의 여자친구 소피 하트가 탑승하고 있었다. 톰은 소피에게 파리에 가서 청혼할 예정이었는데 이미 블랙 스완의 테러 사건이 보도되었던 터라 긴장을 풀지 못한다. 이를 보고 소피는 톰은 사람을 죽이는 일이 다반사인 군인이고 자기는 사람을 살리는 일을 하는 의사라 서로 어울릴 수 없다고 말한다. 
그레이스가 이끄는 블랙 스완 대원들은 비상공동구를 통해 터널에 들어온 SAS 진압부대를 격퇴한다. 열차에 남아 있던 톰은 혼자서 블랙 스완의 대원들을 하나씩 처치한다. 그러나 SAS 진압부대 안에 블랙 스완과 내통하는 자가 있어 톰의 행동은 그레이스에게 시시각각 전달된다. 마침 의사를 찾고 있던 그레이스는 소피가 톰과 연인 사이임을 알고 그녀를 인질로 붙잡아 터널에서 같이 빠져나가기로 한다.
영국 총리는 브릿개즈에 압력을 넣어 블랙 스완이 요구하는 5억 달러를 마련하게 하고 블랙 스완 대원들이 인질과 함께 터널에서 빠져나올 때 사살하도록 명령한다. 이를 예상하고 그레이스는 영국쪽 가스관을 폭발시키는 한편 소피를 데리고 프랑스쪽 가스관을 타고 탈출하는 데 성공한다. 이들을 뒤쫓던 톰은 허벅지를 칼로 찔린 소피를 구하고 그녀의 재촉에 따라 도주하던 그레이스를 붙잡아 칼로 찌른다. 그레이스는 톰에게 블랙 스완의 재건을 부탁했지만 이를 뿌리친 터였다.
그 후 톰은 파리에서 소피에게 청혼하는데 소피는 둘은 서로 맞지 않는다며 거절한다. 그러자 눈물을 흘리는 톰을 보고 소피는 마음을 고쳐 먹고 청혼을 받아들인다. 톰과 소피가 스페인 마요르카 섬에서 결혼식을 올리고 신혼여행을 떠나려 할 때 클레멘츠가 톰을 호출한다. SAS에서 자취를 감춘 데클란이 5억 달러를 갖고 튄 범인이라고 말하고, 인터폴 적색수배령이 내린 그의 체포를 명령한다. 이 말을 들은 소피는 톰에게 그를 어서 붙잡으라고 재촉한다.

## 출연진

### 주연
- 샘 휴건 - 톰 버킹엄 역
- 루비 로즈 - 그레이스 루이스 역
- 해나 존-케이먼 - 소피 하트 박사 역

### 조연
- 앤디 서키스 - 조지 클레멘츠 역
- 톰 호퍼 - 데클란 스미스 역
- 오웨인 여맨 - 올리버 루이스 역
- 레이 팬타키 - 아트우드 총리 역